# Waggonia (Wiesloch)
Koordinaten: 49° 17′ 28″ N, 8° 41′ 21″ O
Waggonia war eine von 1925 bis 1937 bestehende Siedlung aus ausrangierten Eisenbahnwaggons im Bereich der heutigen Sofienstraße im Süden des Stadtkerns von Wiesloch im Rhein-Neckar-Kreis in Baden-Württemberg.

## Geschichte
Die Inbetriebnahme der Bahnstrecken Wiesloch–Meckesheim und Wiesloch Stadt–Waldangelloch stimulierte ab 1901 eine rapide Industrialisierung der Stadt und damit einhergehend einen starken Anstieg der Einwohnerzahl und eine spürbare Verknappung des verfügbaren Wohnraums. Anfang der 1920er Jahre erfolgte ein weiterer Schub neuer Industrieansiedlungen. Um der gravierenden Wohnungsnot zumindest teilweise abzuhelfen, beschloss der Gemeinderat im Jahre 1925, am damaligen Stadtrand eine aus ausrangierten Eisenbahnwagen gebildete provisorische Siedlung anzulegen. Dort fanden rund ein Dutzend bedürftige Familien Unterkunft. Die Siedlung erhielt schon bald den inoffiziellen Namen „Waggonia“. 
Die auf die Weltwirtschaftskrise 1929/30 auch in Wiesloch folgende steigende Arbeitslosigkeit, gepaart mit der anhaltenden Wohnraumknappheit, führte schließlich 1937 zum Bau der „Neudorfsiedlung Frauenweiler“, dem heutigen Stadtteil Frauenweiler. Die Waggonia-Siedlung, ursprünglich nur als Provisorium geplant, wurde damit unnötig. Im November 1937 zog der letzte noch verbliebene Bewohner aus und die Siedlung wurde aufgelöst.